# Luigi Mannelli (pallanuotista)
Luigi Mannelli (Napoli, 21 febbraio 1939 – Napoli, 14 marzo 2017) è stato un pallanuotista italiano, vincitore di una medaglia d'oro all'olimpiade di Roma 1960 con la squadra italiana composta, oltre dallo stesso Mannelli, da Danio Bardi, Giuseppe D'Altrui, Salvatore Gionta, Giancarlo Guerrini, Franco Lavoratori, Gianni Lonzi, Amedeo Ambron, Rosario Parmegiani, Eraldo Pizzo, Dante Rossi e Brunello Spinelli. Con la Canottieri Napoli vinse lo scudetto nel 1962.